# Стеван Јовановић Стевица
Стеван Јовановић Стевица (Велики Бечкерек, 29. мај 1916 — Вршац, 25. децембар 1941) био је учесник Народноослободилачке борбе и народни херој Југославије.

## Биографија
Рођен је 29. маја 1916. у Великом Бечкереку, где постоји његова родна кућа. Основну школу и гимназију завршио је у родном месту. Године 1934. уписао се на Медицински факултет у Београду.
Током студија на Београдском универзитету повезао се са револуционарним студентским покретом и 1937. постао члан Комунистичке партије Југославије (КПЈ). Био је посебно активан у Студентском одбору за одбрану земље, преко кога је радио на објашњавању суштине фашизма и опасности која од њега прети.
Поред рада на Универзитету, своју политичку активност развијао је и у родном крају. Био је један од организатора Омладинског културно-привредног покрета (ОМПОК) који је током 1937. постао значајна снага на коју се могла ослонити, тада илегална, месна организација Комунистичке партије. Априла 1937. организован је Обласни одбор ОМПОК-а за Банат, а Стеван је изабран за његовог председника. Новембра исте године рад ОМПОК-а је забрањен од тадашњих власти.
Због револуционарно-политичке делатности, ухапшен је уочи парламентарних избора децембра 1938, али је убрзо пуштен, због недостатка доказа. Током 1939. је још два пута хапшен, у марту и мају, али је оба пута пуштен због недостатка доказа. На Шестој покрајинској конференцији ПК КПЈ за Војводину, септембра 1940, изабран је за члана Покрајинског комитета, а нешто касније и за члана Бироа Покрајинског комитета КПЈ за Војводину.
Крајем 1940, по задатку партије, упућен је у Обласни комитет КПЈ за јужни Банат. Деловао је у Панчеву, где је радио је на јачању партијских и скојевских организација, као и на јачању утицаја КПЈ у синдикалној организацији, студентским удружењима, а посебно у радничком културно-уметничком друштву „Абрашевић”. Пошто је ПК КПЈ за Војводину, априла 1941, прешао у Петровград, добио је задатак да изгради пункт у Панчеву, преко кога би се одржавала веза са Централним комитетом КПЈ. Заједно са братом Ђуром Јовановићем, обезбедио је канале и курире, па је партијска веза са ЦК КПЈ била чврста.
После окупације Војводине, заједно са члановима Окружног комитета КПЈ за јужни Банат, радио је на припремама за устанак. Са Жарком Зрењанином и Славком Мунћаном, организовао је низ саветовања на којима су разрађени планови и задаци на организовању војне и политичке акције. Убрзо су формирани су партизански штабови и веза између њих; војне десетине и ударне групе, које су извеле неколико саботажа, од којих је највећа на панчевачком железничком чвору, где је за кратко време организовано неколико саботажа и изазвано осам судара возова.
Учествовао је у формирању првог партизанског одреда у Војводини — Јужнобанатског партизанског одреда, који је 11. јула 1941, извео прву оружану акцију код села Војловице. Одред је, после ове акције, био опкољен и уништен, а његова акција изазвала је безобзирне рације у Панчеву и околини. Полиција је Стевици ушла у траг и 8. септембра, једна група агената, покушала је да га ухапси. Иако изненађен, пружио је отпор, ранио једног агента и успео да се пробије из опкољеног стана. Тада је полиција издала потерницу за њим, а његова глава уцењена је на 50.000 рајхсмарака.
После неуспелог хапшења, наставио је да и даље, илегално живи у Панчеву. Након што је у Вршцу погинуо Славко Мунћан, секретар Окружног комитета КПЈ за јужни Банат, преузео је његову дужност и наставио да, у најтежим условима, окупља и организује људе у Народноослободилачки покрет (НОП). Децембра 1941, Гестапо је дознао за његов илегални стан и после опсежне припреме, 25. децембра 1941. извео акцију хапшења, у којој је погинуо.
Указом Президијума Народне скупштине ФНР Југославије 14. децембра 1949. проглашен је за народног хероја.
Улице са његовим именом налазе се у Баранди, Белом Блату, Зрењанину, Инђији, Куману, Панчеву и Руском Селу, као и основна школа у Панчеву.